# Heaven Is for Real
Heaven is for Real (en español, El cielo es real) es una película del 2014, dirigida por Randall Wallace y escrita por Christopher Parker, basada en el libro El cielo es real, de Todd Burpo y Lynn Vincent. Es protagonizada por Greg Kinnear, Kelly Reilly, Jacob Vargas y Nancy Sorel. La banda sonora de la película contiene la canción de Darlene Zschech, "Heaven in Me". Se estrenó el 16 de abril del 2014.[cita requerida]
La película recibió críticas mixtas, pero fue un éxito en taquillas, con $101 millones, al lado de su presupuesto de $12 millones. Se convirtió en la quinta película más taquillera en Estados Unidos que presenta un tema cristiano, lugar que ocupa La Pasión de Cristo, seguida de la saga de Las Crónicas de Narnia.

## Elenco
- Greg Kinnear como Todd Burpo.[5]
- Kelly Reilly como Sonja Burpo.[6]
- Connor Corum como Colton Burpo.[7]
- Lane Styles como Cassie Burpo.
- Margo Martindale como Nancy Rawling.
- Thomas Haden Church como Jay Wilkins.[7]
- Jacob Vargas como Michael.
- Ali Tataryn como Ángel.

## Producción
En mayo de 2011, Sony Pictures Entertainment adquirió los derechos de la película del libro El cielo es real. Se anunció que Joe Roth produciría la película con T. D. Jakes para TriStar Pictures. El 23 de agosto del 2012, el escritor de Braveheart y el director de Secretariat, Randall Wallace, firmó para ser director.
El 19 de marzo de 2013, se anunció que Greg Kinnear estaba en charlas para ser el protagonista, y luego se unió al elenco. El 15 de abril de 2013, la actriz Kelly Reilly se unió al elenco.
El 17 de julio, se informó que Nick Glennie-Smith haría la banda sonora de la película, y detrás de escenas el director de fotografía era Dean Semler.
El rodaje comenzó la última semana de julio de 2013 en Selkirk, Manitoba.

## Estreno
La película se estrenó el 16 de abril de 2014.

## Recepción

### Taquilla
La película recaudó $91,443,253 en Estados Unidos y $9,026,536 en otros territorios, para un total de $100,469,789, contra un presupuesto de $12 millones.

### Críticas
En Rotten Tomatoes, obtuvo 46%, con base en 79 críticas. En Metacritic, tiene un 47/100.

## Nominaciones
| Lista de nominaciones  | Lista de nominaciones       | Lista de nominaciones | Lista de nominaciones |
| Premio                 | Categoría                   | Recibidor             | Resultado             |
| ---------------------- | --------------------------- | --------------------- | --------------------- |
| Teen Choice Awards     | Película: Drama             | Heaven is for Real    | Nominada              |
| People's Choice Awards | Película dramática favorita | Heaven is for Real    | Nominada              |